# Erik Leijonhufvud (1893–1968)

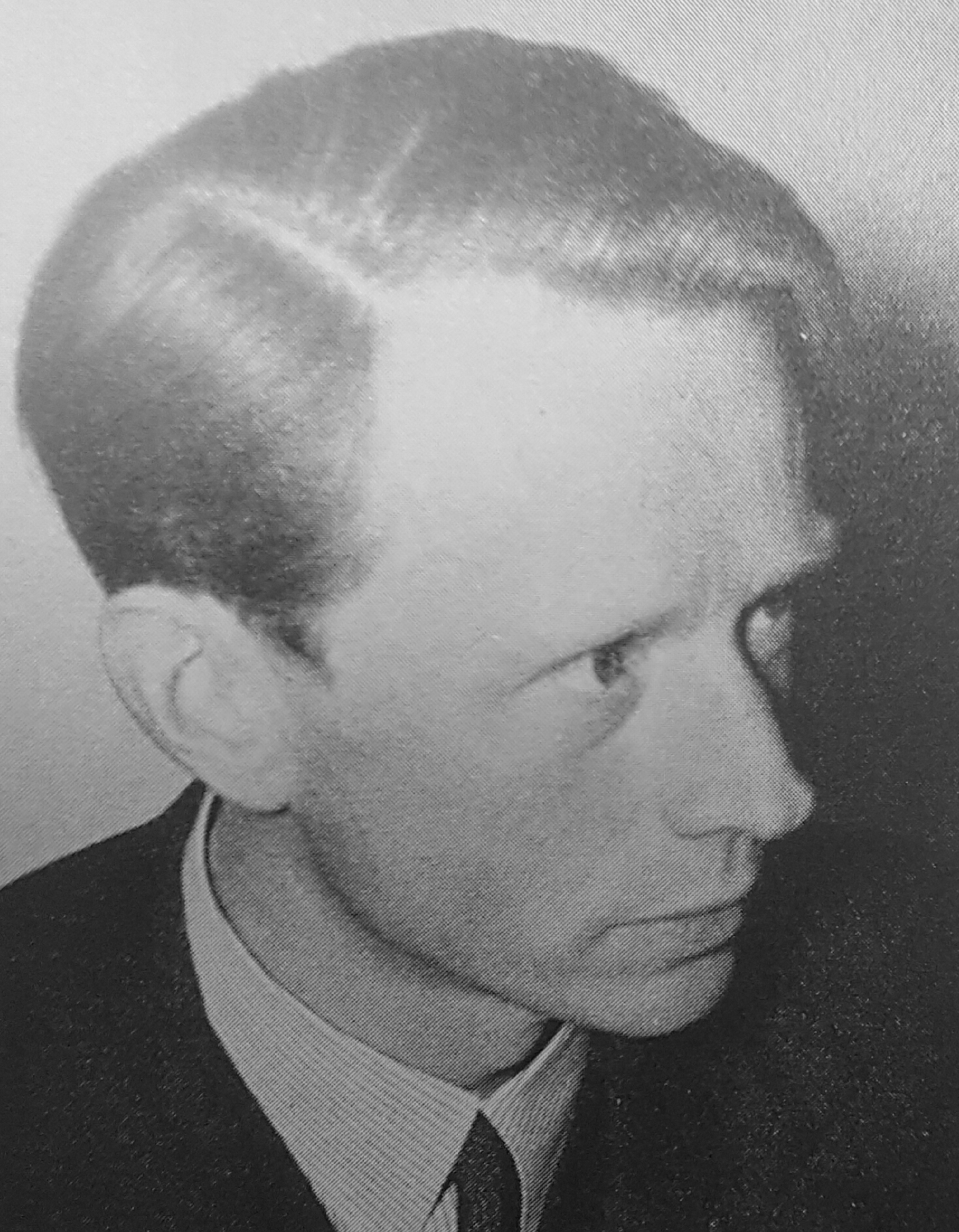
Erik Leijonhufvud

Erik Gabriel Eriksson Leijonhufvud, född 14 januari 1893 i Västra Ryds socken i Uppland, död 13 september 1968 i Hässleholm, var en svensk friherre och jurist.
Leijonhufvud blev juris kandidat 1918, anställdes 1924 vid Göta hovrätt, där han blev hovrättsråd 1930. År 1933 blev han revisionssekreterare och åren 1936–1958 var han häradshövding i Västra Göinge domsaga.
Han var son till domänintendenten friherre Erik Leijonhufvud och friherrinnan Louise Rålamb samt gift sedan den 7 augusti 1920 med Helene Neovius. En dotter var gift med Carl Göran Regnéll. Leijonhufvud är begraven på Uppsala gamla kyrkogård.